# Kinnefjärdings, Kinne och Kållands domsagas valkrets
Kinnefjärdings, Kinne och Kållands domsagas valkrets var vid riksdagsvalen till andra kammaren 1866–1908 en egen valkrets med ett mandat. Valkretsens område motsvarade Kinnefjärdings, Kinne och Kållands domsaga. Valkretsen avskaffades vid övergången till proportionellt valsystem inför andrakammarvalet 1911. Valkretsen delades i två: Kinnefjärdings härad och Kinne härad överfördes till Skaraborgs läns norra valkrets och Kållands härad till Skaraborgs läns södra valkrets.

## Riksdagsmän
- August Rydberg, lmp (1867–1869)
- Viktor Lundqvist (1870–1878)
- Anders Svenson, lmp 1879–1887, nya lmp 1887–1893 (1879–1893)
- Anders Andersson, nya lmp 1894, lmp 1895–1905 (1894–1905)
- Gustaf Månsson, nfr 1906, lmp 1907–1911 (1906–1911)

## Valresultat

### 1896
| Andrakammarvalet i Sverige 1896: Kinnefjärdings, Kinne och Kållands domsagas valkrets | Andrakammarvalet i Sverige 1896: Kinnefjärdings, Kinne och Kållands domsagas valkrets | Andrakammarvalet i Sverige 1896: Kinnefjärdings, Kinne och Kållands domsagas valkrets | Andrakammarvalet i Sverige 1896: Kinnefjärdings, Kinne och Kållands domsagas valkrets | Andrakammarvalet i Sverige 1896: Kinnefjärdings, Kinne och Kållands domsagas valkrets |
| Kandidat                                                                              | Kandidat                                                                              | Röster                                                                                | Röster                                                                                | Röster                                                                                |
| Kandidat                                                                              | Kandidat                                                                              | Antal                                                                                 | %                                                                                     | +− %                                                                                  |
| ------------------------------------------------------------------------------------- | ------------------------------------------------------------------------------------- | ------------------------------------------------------------------------------------- | ------------------------------------------------------------------------------------- | ------------------------------------------------------------------------------------- |
|                                                                                       | Anders Andersson                                                                      | 406                                                                                   | 91,0                                                                                  |                                                                                       |
|                                                                                       | Närmaste kandidat                                                                     | 30                                                                                    | 6,7                                                                                   |                                                                                       |
|                                                                                       | Övriga kandidater                                                                     | 10                                                                                    | 2,3                                                                                   |                                                                                       |
| Antal giltiga röster                                                                  | Antal giltiga röster                                                                  | 446                                                                                   |                                                                                       |                                                                                       |
| Kasserade röster                                                                      | Kasserade röster                                                                      | 23                                                                                    |                                                                                       |                                                                                       |
| Totalt                                                                                | Totalt                                                                                | 469                                                                                   |                                                                                       |                                                                                       |

- Valdeltagandet var 23,2%.

### 1899
| Andrakammarvalet i Sverige 1899: Kinnefjärdings, Kinne och Kållands domsagas valkrets | Andrakammarvalet i Sverige 1899: Kinnefjärdings, Kinne och Kållands domsagas valkrets | Andrakammarvalet i Sverige 1899: Kinnefjärdings, Kinne och Kållands domsagas valkrets | Andrakammarvalet i Sverige 1899: Kinnefjärdings, Kinne och Kållands domsagas valkrets | Andrakammarvalet i Sverige 1899: Kinnefjärdings, Kinne och Kållands domsagas valkrets |
| Kandidat                                                                              | Kandidat                                                                              | Röster                                                                                | Röster                                                                                | Röster                                                                                |
| Kandidat                                                                              | Kandidat                                                                              | Antal                                                                                 | %                                                                                     | +− %                                                                                  |
| ------------------------------------------------------------------------------------- | ------------------------------------------------------------------------------------- | ------------------------------------------------------------------------------------- | ------------------------------------------------------------------------------------- | ------------------------------------------------------------------------------------- |
|                                                                                       | Anders Andersson                                                                      | 403                                                                                   | 68,4                                                                                  | ▼22,6                                                                                 |
|                                                                                       | F.A. Johansson i Flyhof                                                               | 87                                                                                    | 14,8                                                                                  |                                                                                       |
|                                                                                       | Övriga kandidater                                                                     | 99                                                                                    | 16,8                                                                                  |                                                                                       |
| Antal giltiga röster                                                                  | Antal giltiga röster                                                                  | 589                                                                                   |                                                                                       |                                                                                       |
| Kasserade röster                                                                      | Kasserade röster                                                                      | 19                                                                                    |                                                                                       |                                                                                       |
| Totalt                                                                                | Totalt                                                                                | 608                                                                                   |                                                                                       |                                                                                       |

Valet ägde rum den 27 augusti 1899. Valdeltagandet var 29,6%.

### 1902
| Andrakammarvalet i Sverige 1902: Kinnefjärdings, Kinne och Kållands domsagas valkrets | Andrakammarvalet i Sverige 1902: Kinnefjärdings, Kinne och Kållands domsagas valkrets | Andrakammarvalet i Sverige 1902: Kinnefjärdings, Kinne och Kållands domsagas valkrets | Andrakammarvalet i Sverige 1902: Kinnefjärdings, Kinne och Kållands domsagas valkrets | Andrakammarvalet i Sverige 1902: Kinnefjärdings, Kinne och Kållands domsagas valkrets |
| Kandidat                                                                              | Kandidat                                                                              | Röster                                                                                | Röster                                                                                | Röster                                                                                |
| Kandidat                                                                              | Kandidat                                                                              | Antal                                                                                 | %                                                                                     | +− %                                                                                  |
| ------------------------------------------------------------------------------------- | ------------------------------------------------------------------------------------- | ------------------------------------------------------------------------------------- | ------------------------------------------------------------------------------------- | ------------------------------------------------------------------------------------- |
|                                                                                       | Anders Andersson                                                                      | 577                                                                                   | 49,8                                                                                  | ▼18,6                                                                                 |
|                                                                                       | A.G Andersson i Byslåttra                                                             | 416                                                                                   | 35,9                                                                                  |                                                                                       |
|                                                                                       | Övriga kandidater                                                                     | 166                                                                                   | 14,3                                                                                  |                                                                                       |
| Antal giltiga röster                                                                  | Antal giltiga röster                                                                  | 1 159                                                                                 |                                                                                       |                                                                                       |
| Kasserade röster                                                                      | Kasserade röster                                                                      | 3                                                                                     |                                                                                       |                                                                                       |
| Totalt                                                                                | Totalt                                                                                | 1 162                                                                                 |                                                                                       |                                                                                       |

Valet ägde rum den 7 september 1902. Valdeltagandet var 55,7%.

### 1905
| Andrakammarvalet i Sverige 1905: Kinnefjärdings, Kinne och Kållands domsagas valkrets | Andrakammarvalet i Sverige 1905: Kinnefjärdings, Kinne och Kållands domsagas valkrets | Andrakammarvalet i Sverige 1905: Kinnefjärdings, Kinne och Kållands domsagas valkrets | Andrakammarvalet i Sverige 1905: Kinnefjärdings, Kinne och Kållands domsagas valkrets | Andrakammarvalet i Sverige 1905: Kinnefjärdings, Kinne och Kållands domsagas valkrets |
| Kandidat                                                                              | Kandidat                                                                              | Röster                                                                                | Röster                                                                                | Röster                                                                                |
| Kandidat                                                                              | Kandidat                                                                              | Antal                                                                                 | %                                                                                     | +− %                                                                                  |
| ------------------------------------------------------------------------------------- | ------------------------------------------------------------------------------------- | ------------------------------------------------------------------------------------- | ------------------------------------------------------------------------------------- | ------------------------------------------------------------------------------------- |
|                                                                                       | Gustaf Månsson                                                                        | 693                                                                                   | 57,0                                                                                  |                                                                                       |
|                                                                                       | Anders Andersson                                                                      | 514                                                                                   | 42,3                                                                                  | ▼7,5                                                                                  |
|                                                                                       | Övriga kandidater                                                                     | 9                                                                                     | 0,7                                                                                   |                                                                                       |
| Antal giltiga röster                                                                  | Antal giltiga röster                                                                  | 1 216                                                                                 |                                                                                       |                                                                                       |
| Kasserade röster                                                                      | Kasserade röster                                                                      | 7                                                                                     |                                                                                       |                                                                                       |
| Totalt                                                                                | Totalt                                                                                | 1 223                                                                                 |                                                                                       |                                                                                       |

Valet ägde rum den 10 september 1905. Valdeltagandet var 55,1%.

### 1908
| Andrakammarvalet i Sverige 1908: Kinnefjärdings, Kinne och Kållands domsagas valkrets | Andrakammarvalet i Sverige 1908: Kinnefjärdings, Kinne och Kållands domsagas valkrets | Andrakammarvalet i Sverige 1908: Kinnefjärdings, Kinne och Kållands domsagas valkrets | Andrakammarvalet i Sverige 1908: Kinnefjärdings, Kinne och Kållands domsagas valkrets | Andrakammarvalet i Sverige 1908: Kinnefjärdings, Kinne och Kållands domsagas valkrets |
| Kandidat                                                                              | Kandidat                                                                              | Röster                                                                                | Röster                                                                                | Röster                                                                                |
| Kandidat                                                                              | Kandidat                                                                              | Antal                                                                                 | %                                                                                     | +− %                                                                                  |
| ------------------------------------------------------------------------------------- | ------------------------------------------------------------------------------------- | ------------------------------------------------------------------------------------- | ------------------------------------------------------------------------------------- | ------------------------------------------------------------------------------------- |
|                                                                                       | Gustaf Månsson                                                                        | 727                                                                                   | 70,0                                                                                  | ▲13,0                                                                                 |
|                                                                                       | August Johansson (liberal)                                                            | 303                                                                                   | 29,2                                                                                  |                                                                                       |
|                                                                                       | Övriga kandidater                                                                     | 9                                                                                     | 0,8                                                                                   |                                                                                       |
| Antal giltiga röster                                                                  | Antal giltiga röster                                                                  | 1 039                                                                                 |                                                                                       |                                                                                       |
| Kasserade röster                                                                      | Kasserade röster                                                                      | 6                                                                                     |                                                                                       |                                                                                       |
| Totalt                                                                                | Totalt                                                                                | 1 045                                                                                 |                                                                                       |                                                                                       |

Valet ägde rum den 13 september 1908. Valdeltagandet var 45,0%.